# Indore (huyện)
Huyện Indore là một huyện thuộc bang Madhya Pradesh, Ấn Độ. Thủ phủ huyện Indore đóng ở Indore. Huyện Indore có diện tích 3898 ki lô mét vuông. Đến thời điểm năm 2001, huyện Indore có dân số 2585321 người.